# Пихлер, Адольф
Адольф Пихлер (нем. Adolf Pichler; 4 сентября 1819, Эрль — 15 октября 1900, Инсбрук) — тирольский поэт и естествоиспытатель.

## Биография
Служил профессором геологии в Инсбрукском университете. 
В 1848 году участвовал в обороне Тироля против итальянцев. 
Поэтические произведения (элегии, гимны, эпиграммы) и путевые очерки Пихлера пользовались большим успехом. Написал: «Gedichte» (1853), «Hymnen» (1855), «Die Tarquinier» и «Rodrigo» (трагедии, 1860—62), «Aus den Tirolerbergen» (1861), «Epigramme» (1865), «Allerlei Geschichten aus Tirol» (1867), «In Liebe und Hass» (1869), «Deutsche Tage» (1870), «Jahr uud Tag» (1873), «Zu Litteratur uud Kunst» (1879), «Vorwinter» (1885).
Среди его многочисленных учеников был, в частности, Иоганн Георг Обрист.